# Liophis miliaris
Liophis miliaris este o specie de șerpi din genul Liophis, familia Colubridae, descrisă de Linnaeus 1758.

## Subspecii
Această specie cuprinde următoarele subspecii:
- L. m. miliaris
- L. m. amazonicus
- L. m. chrysostomus
- L. m. kogiorum
- L. m. merremi
- L. m. mossoroensis
- L. m. orinus
- L. m. semiaureus

## Galerie

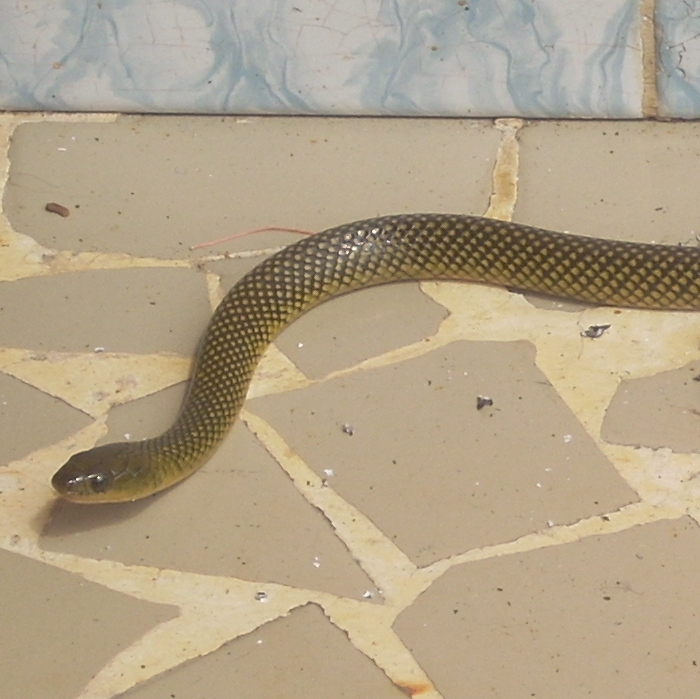